# Unxia suffruticosa
Unxia suffruticosa là một loài thực vật có hoa trong họ Cúc. Loài này được (Baker) Stuessy miêu tả khoa học đầu tiên năm 1970.